# Farmington (Delaware)
Farmington és un poble dels Estats Units a l'estat de Delaware. Segons el cens del 2000 tenia 75 habitants.

## Demografia
Segons el cens del 2000, Farmington tenia 75 habitants, 31 habitatges, i 20 famílies. La densitat de població era de 413,7 habitants/km².
Dels 31 habitatges en un 22,6% hi vivien nens de menys de 18 anys, en un 48,4% hi vivien parelles casades, en un 6,5% dones solteres, i en un 32,3% no eren unitats familiars. En el 25,8% dels habitatges hi vivien persones soles el 16,1% de les quals corresponia a persones de 65 anys o més que vivien soles. El nombre mitjà de persones vivint en cada habitatge era de 2,42 i el nombre mitjà de persones que vivien en cada família era de 2,76.
Per edats la població es repartia de la següent manera: un 20% tenia menys de 18 anys, un 4% entre 18 i 24, un 32% entre 25 i 44, un 25,3% de 45 a 60 i un 18,7% 65 anys o més.
L'edat mediana era de 42 anys. Per cada 100 dones de 18 o més anys hi havia 130,8 homes.
La renda mediana per habitatge era de 41.458 $ i la renda mediana per família de 38.750 $. Els homes tenien una renda mediana de 17.917 $ mentre que les dones 21.429 $. La renda per capita de la població era de 16.423 $. Cap de les famílies i el 7% de la població estaven per davall del llindar de pobresa.

## Poblacions més properes
El següent diagrama mostra les poblacions més properes.